# Alessandro d'Aste Ricci
Alessandro d'Aste (Albenga, 6 luglio 1814 – Genova, 15 febbraio 1881) è stato un ammiraglio e politico italiano, decorato di Medaglia d'oro al valor militare a vivente durante l'assedio di Ancona del 1860, e della Croce di Ufficiale dell'Ordine militare di Savoia. Fu Deputato alla Camera del Regno d'Italia nel Collegio di Albenga per sei legislature.

## Biografia
Nacque ad Albenga il 6 luglio 1814, figlio di Damiano Marcello e Camilla Manfredi. 
Allievo alla Regia Scuola Militare di Marina di Genova nel 1830, ottenne il grado di guardiamarina nel 1835. Promosso sottotenente di vascello, a bordo del brigantino Eridano prese parte a una crociera nell'Oceano Pacifico, svoltasi tra il 1843 e il 1845. Dopo l'inizio della prima guerra d'indipendenza partecipò alla campagna in Adriatico (1848-1849), con il grado di tenente di vascello, prima a bordo della corvetta a vela Aurora quindi con la fregata San Michele. Nel 1853, promosso capitano di corvetta, ebbe il comando della Reale Scuola di Marina di Genova. Dal 1856 al 1859 venne nominato capo missione, della commissione europea che aveva l'incarico di redigere le vertenze per la navigazione delle Bocche del Danubio. Rientrato in Patria, durante la seconda guerra d'indipendenza operò in Adriatico a bordo della fregata Vittorio Emanuele, combattendo insieme alle navi della squadra francese contro gli austriaci.
Prese parte alle operazioni navali legate allo svolgimento della guerra di Crimea (1854-1855), per la quale fu insignito del titolo di Ufficiale della Legion d'onore.
Divenuto capitano di vascello di 2ª classe nel 1860, durante la Campagna della Bassa Italia  fu al comando della pirofregata Governolo che condusse all'attacco, insieme alla pirofregata a ruote Costituzione, dei forti di Ancona. Con l'ausilio delle fregate Vittorio Emanuele e Carlo Alberto, sopraggiunte in rinforzo, contribuì alla capitolazione della Piazza marittima, smantellandone le opere difensive e provocando l'esplosione della santabarbara. Per l'audacia dimostrata nell'occasione venne decorato di Medaglia d'oro al valor militare a promosso capitano di vascello di 1ª classe.
Sempre al comando della Governolo si segnalò anche nelle operazioni condotte dalla Squadra sarda durante l'assedio di Gaeta (novembre 1860-gennaio 1861). Al comando di una squadra navale formata dal Governolo, dal Tancredi, e dal Veloce protesse lo sbarco delle truppe dell'armata sarda, e la successiva costruzione di un ponte sul Garigliano sulle quali transitarono le truppe del generale Enrico Cialdini. Per questo fu insignito della Croce di Ufficiale dell'Ordine militare di Savoia.
Promosso contrammiraglio il 1º aprile 1861 fu nominato comandante del materiale del Dipartimento Meridionale, quindi, dal giugno 1863 all'ottobre 1865, fu membro del Consiglio dell'Ammiragliato, venendo collocato a riposo per infermità contratta in servizio in data 1º novembre 1865.
Fu Deputato nel Collegio di Albenga per sei legislature, spegnendosi a Genova il 15 febbraio 1881.

### Fonti
1. 1 2 3 4 5 6 7  Combattenti Liberazione.
2. 1 2 3 4 5 6 7 8 9  Marina Difesa.
3. 1 2  Sito web del Quirinale: dettaglio decorato.